# 西大坝水库
西大坝水库是中国甘肃省金昌市永昌县境内的一座水库，位于石羊河上，建于1964年。水库正常库容为5430万立方米，集雨面积为788平方千米，海拔为2869.24米。